# Список керівників держав 1802 року
Список керівників держав 1802 року — це перелік правителів країн світу 1802 року.
Список керівників держав 1801 року — 1802 рік — Список керівників держав 1803 року — Список керівників держав за роками

## Європа
- Король Великої Британії Георг III (1760—1820)
  - прем'єр-міністр — Генрі Аддінгтон (1801—1804)
- Балканський півострів
  - Республіка Семи Островів — Спіридон Георгіос Феотокіс (1800—1803)
  - Князь-єпископство Чорногорія — Петро I Петрович-Негош (1782—1830)
- Балтія
  - Литовське генерал-губернаторство — Беннігсен Леонтій Леонтійович (1801—1806)
- Італія
  - Етрурське королівство — Людовик I (1801—1803)
  - Герцогство Масси і Каррари — до 1806 під французькою владою
  - Герцогство Модени і Реджо — перерва до 1814
  - Герцогство Парми та П'яченци — Фердинанд I (1765—1802); перерва до 1814
  - Неаполітанське королівство — Фердинанд IV (1799—1806)
  - Сардинське королівство — Карл Емануїл IV (1796—1802); Віктор Емануїл I (1802—1821)
  - Сицилійське королівство — Фердинанд I (1759—1806)
  - Велике герцогство Тосканське — зникнення до 1814
  - Трентське князівство-єпископство — Емануель Марія Тун (1800—1803)
- Кавказ
  - Абхазьке князівство — Келеш Ахмед-бей (1780—1808)
  - Аварське ханство — Гебек I (1801—1802); Султан-Ахмед I (1802—1823)
  - Букеєвська орда — Букей (1800—1815)
  - Газікумухське ханство — Сурхай-хан II (1789—1813)
  - Кабарда — Атажуко Хамурзін (1788—1806)
  - Гурійське князівство — Вахтанг II Гурієлі (1792—1797/1803)
  - Мегрельське князівство — Григол Дадіані (1794—1802; 1802—1804)
  - Ширванське ханство — Мустафа-хан Ширванський (1792—1820)
- Німеччина
  - Австрійське ерцгерцогство — Франц II (1792—1804)
  - Ангальтське князівство: Ангальт-Дессау — Леопольд ІІІ Фрідріх Франц (1751—1807); Ангальт-Кетен — Август Крістіан Фредерік (1789—1806); Ангальт-Бернбург — Алексіус Фрідріх Крістіан Ангальт-Бернбурзький (1796—1834)
  - Баварське герцогство — Максиміліан I (1799—1805)
  - Баден-Баденське маркграфство — Карл-Фрідріх Баденський (1771—1803)
  - Берзьке герцогство — Максиміліан I (1799—1805)
  - Берхтесгаденське пробство — Йозеф Конрад фон Шроффенберґ-Мьос (1780—1803)
  - Бранденбурзьке маркграфство — курфюрст Фрідріх Вільгельм III (1797—1806)
  - Брауншвейг-Вольфенбюттельське князівство — Карл Вільгельм Фердинанд (1780—1806)
  - Бріксенське князівство-єпископство — Карл Франц фон Лодрон (1792—1803)
  - Вюртемберзьке герцогство — Фрідріх I (1797—1803)
  - Вюрцбурзьке князівство-єпископство — Георг Карл Ігнац фон Фехенбах цу Лауденбах (1795—1803)
  - Ганноверське курфюрство — Георг III Вільям Фрідріх (1760—1806)
  - Гессен-Гомбурзьке ландграфство — Фрідріх V (1751—1820)
  - Гессен-Дармштадтське ландграфство — Людвіг I Гессенський (1790—1830)
  - Гессен-Кассельське ландграфство — Вільгельм I (1785—1803)
  - Гільдесгаймське князівство-єпископство — Франц Егон фон Фюрстенберг (1789—1803)
  - Гогенцоллерн-Гехінген — Герман Гогенцоллерн-Гехінгенський (1798—1810)
  - Гогенцоллерн-Зігмарінгенське князівство — Антон Алоїс Гогенцоллерн-Зігмарінген (1785—1831)
  - Зальцбурзька архідієцезія — Ієронім Йосеф Франц де Паула Коллоредо фон Вальзеє унд Мельс (1771—1803)
  - Констанцьке князівство-єпископство — Карл Теодор Дальберг (1801—1803)
  - Курфюрство Баварії та Пфальцграфство Рейнське — Максиміліан I (1799—1803)
  - Ліппе-Детмольд — Леопольд I (1782—1802); Леопольд II (1802—1851)
  - Ліхтенштейн — Алоїз I (1781—1805)
  - Любекське князівство-єпископство — Петер I (1785—1803)
  - Магдебурзьке герцогство — Вільгельм Готліб Вангеров (1797—1806)
  - Майнцьке курфюрство — Фрідріх Карл Йозеф фон Ерталь (1774—1802); Йозеф Людвіг Кольмар (1802—1803)
  - Марк (графство) — Фрідріх-Вільгельм III (1797—1806)
  - Мекленбург-Шверінське герцогство — Фрідріх-Франц II Мекленбург-Шверінський (1785—1815)
  - Велике герцогство Мекленбург-Штреліцьке — Карл II Мекленбурзький (1794—1816)
  - Нассау-Саарбрюккен — номінально Карл Вільгельм (1797—1803)
  - Нассау-Узінген — Карл Вільгельм (1775—1803)
  - Ольденбурзьке герцогство — Петер Фрідріх Вільгельм (1785—1823)
  - Королівство Пруссія — Фрідріх-Вільгельм III (1797—1840)
  - Пфальц-Зульцбах — Максиміліан I (1799—1808)
  - Рейс-Еберсдорф — Генріх LI (1779—1806)
  - Ройсс-Грайцьке князівство — Генріх XIII (1800—1817)
  - Рітберзьке графство — Домінік Андреас фон Кауніц-Рітберг-Квестенберг (1797—1812)
  - Саксен-Гота-Альтенбурзьке герцогство — Ернст II (1772—1804)
  - Саксен-Веймар — Карл Август (1758—1809)
  - Саксен-Кобург-Заальфельд — Франц (1800—1806)
  - Саксен-Майнінгенське герцогство — Георг I (1782—1803)
  - Шаумбург-Ліппське князівство — Георг Вільгельм (1787—1860)
  - Шварцбург-Рудольштадтське князівство — Фрідріх Людвіг II (1767—1807)
- Піренейський півострів
  - Іспанське королівство — Карл IV (1788—1808)
  - Португальське королівство — король Марія І (1777—1816)
- Польща
  - Олесницьке князівство — Фрідріх Август Брауншвейг-Вольфенбюттельський (1792—1805)
  - Тешинське герцогство — Альберт Саксен-Тешенський (1798—1822)
- Російська імперія — Олександр I (1801—1825)
- Румунія; Молдова
  - Волоське князівство — Міхай Суцу (1801—1802); Костянтин Іпсіланті (1802—1806)
  - Молдавське князівство — Александру Суцу (1801—1802); Йордаке Конта (1802); Александру Морузі (1802—1806)
- Скандинавія
  - король Данії — Кристіан VII (1766—1808)
  - Король Норвегії — Кристіан VII (1766—1808)
  - Швеція — Густав IV Адольф (1792—1809)
- Угорське князівство — Франц II (1792—1835)
- Україна —
  - Малоросійське генерал-губернаторство — Куракін Олексій Борисович (1802—1808)
  - Слобідсько-Українська губернія — Зільбергарниш Густав Карлович (1800—1802); Артаков Андрій Кіндратович (1802—1803)
- Перша французька республіка — консул Наполеон (1799—1804)
  - Люксембурзьке герцогство — до 1813 окуповано Францією
  - Монако — князівство анексовано Францією (до 1814)
  - Батавська республіка (1795—1806)
  - Савойське герцогство — окуповано французькою армією по 1815 рік
- Богемське королівство (Чехія) — Франц II (1792—1835)
- Шотландія
- Святий Престол; Папська держава — Папа Римський — Пій VII (1800—1823)
- Вселенський патріарх — Анфімій I Єрусалимський (1788—1808)

## Азія
- Близький Схід
  - Акрабі — Аль-Махді ібн Алі аль-Акрабі (1770—1833)
  - Бейхан (емірат) — Сукбілібн Хусейн Абу аль-Кайс аль-Хашимі (1800—1820)
  - Заїдська держава Ємену — Імам аль-Мансур Алі I (1775—1809)
  - Мамлюцький Ірак — Сулейман-паша (1780—1802); Хафіз-Алі-паша (1802—1807)
  - Емірат Кувейт — емір Абдаллах I ас-Сабах (1762—1814)
  - Османська імперія — Селім III (1789—1807)
    - Сідон (еялет) — Ахмед аль-Джаззар (1775—1809)

  - Дірійський емірат — Абдул-Азіз ібн Мухаммад (1765—1803)
  - Джебель-Шаммар — Мухаммед ібн Абд аль-Мухсін (1800—1818)
  - Шаріфат Мекки — Галіб ібн Масад (1788—1803)
  - Лахедзький султанат — Ахмад I аль-Абдалі (1791—1827)
    - Бабан (князівство) — Ібрагім-паша (1782—1803)

  - Шейхство Алаві — Шаїф I аль-Алаві (1800—1839)
  - Вахіді — Агмад бін Гаді аль-Вагід (1771—1810)
  - Верхня Яфа — Кахтана Iбін Умар аль-Хархара (1800—1810)
  - Нижня Яфа — Алі I ібн Галиб аль-Афіфі (1800—1841)
- Персія; Середня Азія
  - Іран — Фатх-Алі Шах Каджар (1797—1834)
    - Бакинське ханство — Гусейн Кулі-хан (1792—1806)
    - Дербентське ханство — Гасан Ага (1799—1802); Шейх Алі-хан (1802—1806)
    - Карабаське ханство — Ібрагім Халіл-хан (1763—1806)
    - Кубинське ханство — Шейх Алі-хан (1791—1806)
    - Нахічеванське ханство — Келб Алі-хан Кенгерлі (1801—1804)
    - Талишське ханство — Мір Мустафа-хан (1786—1814)
    - Хойське ханство — Гусейнгулу-хан (1797—1813)
    - Шекінське ханство — Мухаммед Хасан-хан (1797—1805)

  - Дурранійська імперія — Махмуд-Шах Дуррані (1801—1803)
- Індія; Непал; Пакистан і Шрі-Ланка
  - магараджа Амрітсару і Лахору Гурбит Сінґх (1800—1802).
  - Аркот (держава) — наваб Азім-уд-Даула (1801—1819)
  - Ауд (держава) — Саадат Алі-хан II (1798—1814)
  - Ахом — Суклінгфаа (1795—1811)
  - Барода (князівство) — Ананд Рао Гайквад (1800—1819)
  - Бахавалпур (князівство) — Мухаммад Бахавал Хан II (1772—1809)
  - Бгаратпур (держава) — Ранджит Сінгх (1777—1805)
  - Наваб Бенгалії — Бабур Алі-хан (1793—1810)
  - Бхопал (князівство) — Хайят Мухаммад-хан (1777—1807)
  - Гайдарабад (держава) — Асаф Джах II (1762—1803)
  - Гархвал (держава) — Прад'юмна Шах (1786—1804)
  - Гваліор (князівство) — Даулат Рао Скіндія (1794—1827)
  - Джайпур (князівство) — Пратап Сінґх (1778—1803)
  - Джайсалмер (князівство) — Мулрадж II (1762—1819)
  - Джодхпур (князівство) — Бгім Сінґх (1793—1803)
  - Джунагадх (князівство) — Мохаммад Хамід Ханджі I (1774—1811)
  - Дрангадхра (князівство) — Раїсінхджі III Яшванцінджі (1801—1804)
  - Дхар (князівство) — Ананд Радж II (1782—1807)
  - Імперія Великих Моголів — Шах Алам II (1788—1806)
  - Індор (князівство) — Ясвант Рао I (1799—1811)
  - Калат (ханство) — Мір Махмуд I (1794—1831)
  - Камбей (князівство) — Фатх Алі-хан (1790—1823)
  - Канді (королівство) — Шрі Вікрама Раджасінха (1798—1815)
  - раджа Капуртали — Фатех Сінґх (1801—1837)
  - сардарні (очільник) місаля Канхея (Канхайя) Сада Каур (1793—1821)
  - Колхапур (князівство) — Шиваджі II (1762—1813)
  - Лас Бела (ханство) — Мір-хан I (1776—1818)
  - Майсур (князівство) — Крішнараджа Вадіяр III (1799—1868)
  - Імперія Маратха — Баджі Рао II (1796—1818)
  - Мевар (князівство) — Бгім Сінґх (1778—1818)
  - Мустанг (королівство) — Джампал Палду (1800—1820)
  - Наґпур (князівство) — Раґходжі II (1788—1816)
  - Королівство Непал — Гірван Юдха Бікрам Шах (1799—1816)
  - Панна (князівство) — Кішор Сінгх (1798—1834)
  - 1-й місальдар (очільник) місаля Рамгархія — Джасса Сінґх Рамгархія (1748—1803)
  - володар місаля Ахдувалія і сардар Капуртали Фатех Сінґх (1801—1837)
  - Сіккім (князівство) — Цудпхуд Намґ'ял (1793—1863)
  - наваб місаля Сінґхпурії Буд Сінґх (1795—1811).
  - Держава Сикхів — Ранджит Сінґх (1801—1839)
  - Династія Талпур — Мір Фатех Алі Хан Талпур (1783—1802); Мір Гулам Алі Хан (1802—1811)
  - Траванкор — Баларама Варма (1798—1810)
  - Тханджавур (князівство) — Серфоджі II (1798—1832)
  - Харан (ханство) — Джахангір (1796—1810)
  - Губернатор Португальської Індії — Франциско Антоніо да Вейга (1794—1806)
- Індонезія; Південно-Східна Азія
  - Ачеський султанат — Алауддін Джаухар уль-Алам Сіах (1795—1815)
  - Королівство Раттанакосін — Рама I (1782—1809)
  - Банджармасінський султанат — Сулейман аль-Мутамідуллах (1801—1825)
  - Бантенський султанат — Абу аль-Нашар Мухаммад Ісхак Зайнулмутакін (1801—1802); Вакіл Пангеран Натавія (1802—1803)
  - Булунганський султанат — Аджі Алі (1776—1817)
  - Брунейська імперія — Таджуддін Мухаммад (1795—1804)
  - Султанат Гова — Бонтолангкаса (1778—1810)
  - володар Дайв'єту з династії Тейшон — Нгуєн Куанг Тоан (1792—1802). Династія Нгуєн — Зя Лонг (1802—1820)
  - Джамбійський султанат — ? до 1805
  - Джок'якартський султанат — Хаменгкубувоно II (1792—1810)
  - Джохорський султанат — Махмуд-шах III (1770—1812)
  - Понтіанакський султанат — Шаріф Абдуррахман Аль-Кадрі (1771—1808)
  - Ланна (держава) — Кавіла (1779—1802). Король Чіангмаю (1802—1816)
  - Мангкунегаран — Мангкунегара II (1796—1835)
  - В'єнтьян (королівство) — Інтавонґ (1795—1805)
  - Луанґпхабанґ (королівство) — Анурута (1792—1819)
  - Тямпасак (королівство) — Фай На (1791—1811)
  - Пагаруюнг — Султан Аріфін Мінангсіях (1780—1821)
  - Перак (султанат) — Ахмаддін Шах (1786—1806)
  - Магінданао (султанат) — Кібад Сахріял (1780—1805)
  - Кедах (султанат) — Джаддін Мукаррам Шах II (1797—1803)
  - Самбаський султанат — Абу Бакар Тадж уд-дін I (1793—1815)
  - Сіак (султанат) — Ассаїдіс Ашаріф Алі Абдул Джаліл Шахфуддін Баалаві (1784—1810)
  - Султанат Сулу — Алімуддін II (1778—1808)
  - Конбаун — Бодопая (1782—1819)
  - Тернатський султанат — ? до 1807
  - Тідорський султанат — Мухаммад аль-Мабус (1797—1805)
- Кхмерська імперія — Анг Чан II (1796 — до 1806 регентська рада)
- Накхонситхаммарат (держава) — Фат (1784—1811)
- Китай; Монголія
  - Тибет — Далай-лама VIII (1762—1804)
  - Династія Цін — Юн'янь (1796—1820)
    - Кумульське ханство — Ардашир (1780—1813)
- Окінава; Королівство Рюкю — Сьо Он (1794—1802); Сьо Сеі (1892—1803)
- Корея
  - Чосон — Сунджо (1800—1834)
- Середня Азія і Сибір
  - Бухарський емірат — Сеїд Хайдар Тура (1800—1826)
  - Дарвазьке шахство — Шах Туркан (1797—1802); перерва до 1845
  - Молодший жуз — Абулгазі III (1791—1806)
  - Середній жуз — Уалі-хан (1784—1819)
  - Старший жуз — ? до 1806
  - Кокандське ханство — Алім-хан (1798—1810)
  - Ташкентська держава — Мухаммедходжа (1801—1805)
  - Хівинське ханство — Мухаммад Аваз-бій (1790—1804)
- Японія — Імператор Кокаку (1779—1816)

## Африка
- Агадес (султанат) — Мухаммад аль-Аділ ібн Мухаммад Хумад (1768—1810)
- Аджаче — Гуффон (1794—1807)
- Алжирський еялет — Мустафа II (1798—1810)
- Ауса (султанат) — Айдахіс ібн Махаммад ібн Айдахіс (1801—1832)
- Імперія Ашанті — Осей Кваме Пан'їн (1777—1803)
- Багірмі (королівство) — Абд ар-Рахман Гауранг (1785—1806)
- Бамбара (держава) — Монсон Діарра (1790—1808)
- Бамум (держава) — мфон Мбуомбуо (1757—1814)
- Баол (держава) — Амарі Нгоне (1790—1809)
- Борну — Ахмад I (1793—1808)
- Буганда — Ссемакоокіро Васанджа Наббунга (1796—1814)
- Королівство Бурунді — Нтаре IV (1796—1850)
- Ваало — Нд'як Кумба Хурі Яй (1795—1805)
- Варсангалійський султанат — гараад Мохамуд Алі (1789—1830)
- Марокканський султанат — Мулай Сулейман (1792—1822)
- Вадайський султанат — Мухаммед Саліх Деррет (1795—1804)
- Волоф (держава) — Мба Бурі-Ніабу (1800—1818)
- Дагомея — Адандозан (1797—1815)
- Дамагарам (султанат) — Амаду дан Танімун I (1799—1812)
- Дарфурський султанат — Абд ар-Рахман (1787—1803)
- Досо (держава) — Аміру (?—1856)
- Імператор Ефіопії — Егвала Сейон (1801—1818)
- Єгипетський еялет — Коджа Хюсрев Мехмед-паша (1801—1803)
- Королівство Імерина — Андріанампуанімерина (1787—1810)
- Каарта — Муса Курабо (1799—1808)
- Казембе — Луквеза Ілунга (1760—1805)
- Кайор — Амалі Фалл (1790—1809)
- Калабарі (держава) — Амакуру (1790—1835)
- Касандже — Маленге е Нгонга (1792—1810)
- Конг (держава) — Самафінге Уатара (1762 — ? до 1813)
- Койя (королівство) — Фаріма IV (1793—1807)
- Королівство Конго — Енріке II (1794—1803)
- Луба (імперія) — Кумвімба Нґомбе (1780/1785-1820)
- Матамба — Франсішку II (1767—1810)
- Момбаса (султанат) — Ахмад ібн Мухаммед (1782—1811)
- Мономотапа — мвене-мутапа Бангома (1785—1806)
- Нафана — Доссо Діарасуба (1760—1815/1820)
- Нрі — Езе Нрі Енвелеана I (1794—1886)
- Королівство Орунгу — Ренвомбі Мполо (1790—1810)
- Салум — Бірам Ндієме Ніахана Ндіає (1787—1803)
- Сеннарський султанат — Ранфі (1798—1804)
- Трарза (емірат) — Мухаммад ульд Алі (1800—1827)
- Туніс (бейлік) — Хаммуда (1782—1814)
- Імамат Фута-Джаллон — Абдул Ґадірі (1800—1802); Абдулай Бадемба (1802—1804)
- Фута-Торо (імамат) — Абдул-Кадір Кане (1776—1806)
- Голландська Капська колонія — британська окупація до 1803
- Капська колонія — Френсіс Дандас (1801—1803)
- Португальська Західна Африка — Мігель Антоніо де Мело (1797—1802); Фернандо Антоніо де Норонья (1802—1806)

## Південна Америка
- Генерал-капітанство Венесуела — Мануель де Гевара Васконселос (1799—1807)
- Віцекоролівство Перу — Габріель де Авілес (1801—1806)
- Віцекоролівство Ріо-де-ла-Плата — Хоакін дель Піно-і-Рохас (1801—1804)
- Генерал-капітанство Чилі — Франсіско Тадео Діес де Медіна (1801—1802); Луїс Муньос де Гусман (1802—1808)

## Північна Америка
- Іспанська Флорида — англійський період — Енріке Вайт (1796—1811)
- Сполучені Штати Америки — Томас Джефферсон (1801—1809)
  - віце-президент США Аарон Берр (1801—1805)

## Океанія
- Гавайське королівство — Камегамега I (1795—1819)
- Королівство Таїті — Помаре I (1788—1803)